# Need You Now
Need You Now – pierwszy singiel zespołu Lady Antebellum z ich drugiego albumu Need You Now. Został wydany 24 sierpnia 2009 roku. Singiel zdobył nagrodę Grammy w 2011 roku w kategorii Record of the Year.

## Historia wydania
| Region            | Data wydania     | Wytwórnia         |
| ----------------- | ---------------- | ----------------- |
| Stany Zjednoczone | 24 sierpnia 2009 | Capitol Nashville |
| Niemcy            | 23 kwietnia 2010 | Capitol Nashville |
| Włochy            | 23 kwietnia 2010 | Capitol Nashville |
| Wielka Brytania   | 30 kwietnia 2010 | Parlophone        |